# وادي صقار
وادي صقار أو وادي صقارن هو واد في تهامة بلاد بلقرن في العرضيات يلتقي مع وادي حضرة ثم يرفدان وادي قنونا من الغرب، وعليه قرى لبني بحير الوهوب من بني رزق.